# Molossus molossus
Molossus molossus је сисар из реда слепих мишева и фамилије Molossidae. 

## Угроженост
Ова врста није угрожена, и наведена је као последња брига јер има широко распрострањење.

## Распрострањење
Врста је присутна у Аргентини, Белизеу, Бразилу, Венецуели, Гвајани, Еквадору, Колумбији, Костарици, Мексику, Никарагви, Панами, Парагвају, Перуу, Салвадору, Сједињеним Америчким Државама, Суринаму, Тринидаду и Тобагу, Уругвају, Француској Гвајани и Холандским Антилима.

## Популациони тренд
Популациони тренд је за ову врсту непознат.

## Станиште
Врста Molossus molossus има станиште на копну.